# محترق كبير
محترق كبير قرية سوريّة تتبع إداريّاً لمحافظة حلب منطقة منبج ناحية مركز منبج، بلغ تعداد سكانها 412 نسمة حسب التعداد السكاني لعام 2004.